# KRS-One (álbum)
| Críticas profissionais | Críticas profissionais |
| Avaliações da crítica  | Avaliações da crítica  |
| Fonte                  | Avaliação              |
| ---------------------- | ---------------------- |
| Allmusic               | [ 1 ]                  |
| Rolling Stone          | [ 2 ]                  |
| The Source             | [ 3 ]                  |

KRS-One é o segundo álbum lançado pelo artista de hip hop KRS-One sob seu próprio nome. O álbum originalmente ia ser chamado Hip Hop Vs. Rap, como pode ser visto nas primeiras avaliações das revistas The Source e Rap Pages, que também revelam que algumas faixas foram removidas no último minuto em adição a mudança do título do álbum. Estas canções incluem "What I Know", produzida por Diamond D, a canção re ragga "Club Dems" e alguns interlúdios incluindo "Kris Is..." e "Meta-physician". Todas estas canções permanecem sem lançamento até hoje apesar de todas terem sido postadas no site da XXL Magazine.
O álbum foi tecido junto com uma sequência de interlúdios aparecendo entre canções apresentando salves de rádio para Kris feitos por pesos pesados do hip-hop incluindo Lord Finesse, Rakim, Method Man, Mr. Magic, Jeru The Damaja e até MC Shan. Dentro do livreto do CD KRS também dá salves para produtores adicionais que trabalharam no LP cujas canções não ficaram na edição final. Os nomes são Pete Rock, Freddie Foxxx, Kenny Parker (irmão de KRS), DJ S&S, Kenny Dope, Kid Capri e Domingo.
A canção "Ah Yeah" originalmente apareceu na coletânea Pump Ya Fist. Um EP promocional limitado da coletânea foi lançada em 1995 apresentando três remixes exclusivos da canção (em adição a pré-estreias de seleções apresentados de Jeru The Damaja e Rakim) - um produzido pelo próprio KRS-One e as outras duas por Diamond D.

## Lista de faixas
| #  | Título                          | Compositores | Produtor(es)           | Participação (ões) |
| -- | ------------------------------- | ------------ | ---------------------- | ------------------ |
| 1  | "Rappaz R. N. Dainja"           | L. Parker    | DJ Premier             |                    |
| 2  | "De Automatic"                  | L. Parker    | Big French Productions | Fat Joe            |
| 3  | "MC's Act Like They Don't Know" | L. Parker    | DJ Premier             |                    |
| 4  | "Ah-Yeah"                       | L. Parker    | KRS-One                |                    |
| 5  | "R.E.A.L.I.T.Y."                | L. Parker    | Norty Cotto            | Dexter Thibou      |
| 6  | "Free Mumia"                    | L. Parker    | KRS-One                | Channel Live       |
| 7  | "Hold"                          | L. Parker    | KRS-One                |                    |
| 8  | "Wannabemceez"                  | L. Parker    | DJ Premier             | Mad Lion           |
| 9  | "Represent the Real Hip Hop"    | L. Parker    | Showbiz                | Das Efx            |
| 10 | "The Truth"                     | L. Parker    | KRS-One                | Rich Nice          |
| 11 | "Build Ya Skillz"               | L. Parker    | Diamond D              | Busta Rhymes       |
| 12 | "Out for Fame"                  | L. Parker    | KRS-One                |                    |
| 13 | "Squash All Beef"               | L. Parker    | Diamond D              |                    |
| 14 | "Health, Wealth, Self"          | L. Parker    | KRS-One                |                    |

Gravado no Boogie Down Productions Studios e D&D Recording Studios 
Masterizado no Absolute Audio, NYC

## Samples
- "Rappaz R. N. Dainja"
  - "Time's Up" de O.C.
  - "Telephone Girl" de Assagai
  - "Come On, Come Over" de Jaco Pastorius
  - "Toys" de Herbie Hancock
- "MC's Act Like They Don't Know"
  - "Yesterday" de Clifford Brown
  - "The Ballad of Jed Clampett" de Flatt & Scruggs
  - "The Breaks" de Kurtis Blow
- "Out For Fame"
  - "My Melody" de Eric B. & Rakim
- "Squash All Beef"
  - "Mystique Blues" de The Crusaders
- "Wannabemceez"
  - "Buns O' Plenty" de Isaac Hayes
  - "Pure" de Troubleneck Brothers
- "Build Ya Skillz"
  - "Incognito" de Oneness of Juju
- "R.E.A.L.I.T.Y."
  - "Papa" de Prince

A versão americana em vinil não tem as faixas do CD "Ah Yeah", "Hold", and "Health, Wealth, Self"; substituidas são as inéditas faixas no lado D, que são "I'm Still #1", "My Philosophy", "Jack of Spades", and "Why Is That".

## Singles do álbum
| Informação do single |
| --- |
| "MC's Act Like They Don't Know" - Lançado: 28 de Agosto de 1995 - Lado-B: "Represent the Real Hip-Hop"                          |
| "Rappaz R. N. Dainja" [lançamento no Reino Unido] - Lançado: 1995 - Lado-B: "Ah - Yeah (Mellow Vibe Mix)", "Sound of Da Police" |

## Posições nas paradas

### Álbum
| Ano  | Álbum   | Posições nas paradas | Posições nas paradas   | Posições nas paradas |
| Ano  | Álbum   | Billboard 200        | Top R&B/Hip Hop Albums |                      |
| 1995 | KRS-One | #19                  | #2                     |                      |

### Singles
| Ano  | Canção                        | Posições nas paradas  | Posições nas paradas             | Posições nas paradas |                                    |
| Ano  | Canção                        | The Billboard Hot 100 | Hot R&B/Hip-Hop Singles & Tracks | Hot Rap Singles      | Hot Dance Music/Maxi-Singles Sales |
| 1995 | MC's Act Like They Don't Know | #57                   | #35                              | #9                   | #1                                 |